# Oliveira (Minas Gerais)
Oliveira is een gemeente in de Braziliaanse deelstaat Minas Gerais. De gemeente telt 42.837 inwoners (schatting 2009).
De plaats is de zetel van het rooms-katholieke bisdom Oliveira.

## Aangrenzende gemeenten
De gemeente grenst aan Bom Sucesso, Carmo da Mata, Carmópolis de Minas, Passa Tempo, Resende Costa, Santo Antônio do Amparo, São Francisco de Paula en São Tiago.

## Verkeer en vervoer
De plaats ligt aan de wegen BR-369, BR-381 en BR-494.